# علم البيئة البشرية

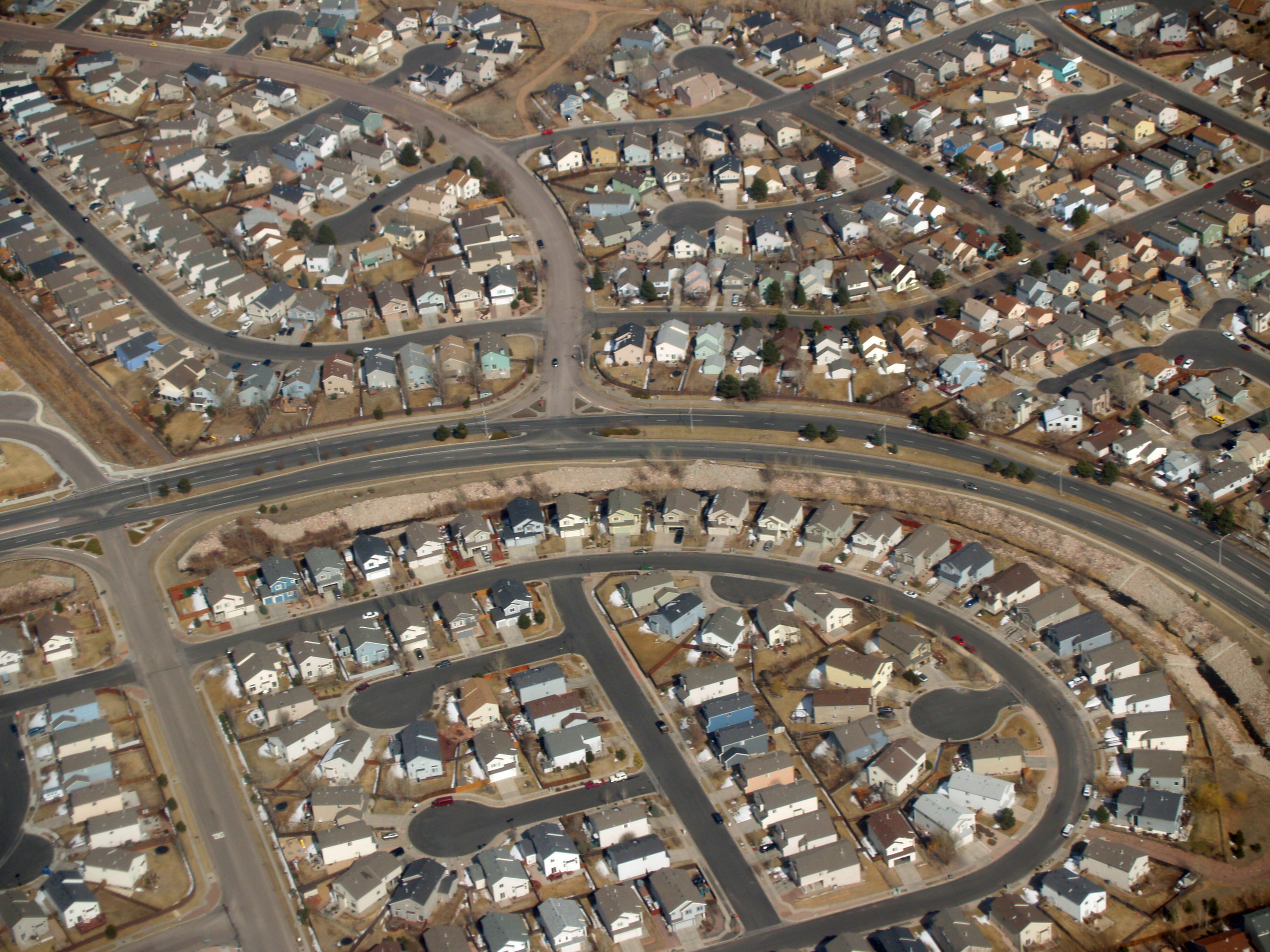
بيئة مبنية– من مساكن متصافة في ضواحي كولورادو سبرينغس.

علم البيئة البشرية (بالإنجليزية: Human ecology)‏ هو تخصص فرعي من علم البيئة والذي يركز على الإنسان. وبصورة أعم، هو دراسة التخصصات والحقول المتداخلة بين البشر وبيئتهم الطبيعية، الاجتماعية والعمرانية. أول ما ظهر مصطلح «علم البيئة البشرية» كان في دراسة اجتماعية عام 1921، وفي بعض الأحيان كان على قدم المساواة بالجغرافيا. الفلسفة العلمية للبيئة البشرية لديها تاريخ منتشر مع التقدم في الجغرافيا، علم الاجتماع، علم النفس، علم الإنسان، علم الحيوان وعلم البيئة الطبيعية.

## التطور التاريخي
يمكن إرجاع جذور علم البيئة كتخصص شامل إلى اليونانيين وقائمة طويلة من التطورات الحاصلة في علم التاريخ الطبيعي، بل وتطور علم البيئة أيضًا بشكل ملحوظ في الثقافات الأخرى. تشمل المعارف التقليدية -كما يُطلق عليها- الميل البشري إلى المعرفة الفطرية والعلاقات الذكية والإدراك ونقل المعلومات المتعلقة بالعالم الطبيعي والتجربة الإنسانية.
صاغ إرنست هيجل مصطلح علم البيئة في عام 1866 وعُرّف بالمرجعية المباشرة إلى اقتصاد الطبيعة، وقد اعتمد مصطلحاته من عالم النبات السويدي كارولوس لينيوس مثلما فعل بقية الباحثين المعاصرين في عصره، إذ كانت الروابط البيئية البشرية حينها أكثر وضوحًا.
طور لينيوس علمًا شمل اقتصاد مدينة بوليس وطبيعتها في منشوره الصادر عام 1794 بعنوان «نموذج علم الاقتصاد الطبيعي»، إذ تتبع جذور كلمة بوليس اليونانية من المجتمع السياسي (الذي يعتمد في المقام الأول على دول المدينة)،، تلك الكلمة التي تشترك في الجذر مع كلمة بوليس (الشرطة)، في إشارة إلى ترقية تطور وحماية النظام الاجتماعي الجيد في المجتمع.
يُعتبر لينيوس أول من كتب عن القرابة الوثيقة بين البشر والقردة، إذ قدم الأفكار السبّاقة الموجودة في الجوانب الحديثة لعلم البيئة البشرية، بما في ذلك توازن الطبيعة مع تسليط الضوء على أهمية الوظائف البيئية (خدمات النظام البيئي أو الثروات الطبيعية كما يُسمى وفق المصطلحات الحديثة): «وفرت الطبيعة ضرورات الحياة للأنواع في مقابل أداء وظيفتها بشكل مُرضٍ».
أثرت أعمال لينيوس على تشارلز داروين وغيره من العلماء في عصره الذين استخدموا مصطلحاته (مثل اقتصاد وطبيعة بولس)، مع تأثيرات مباشرة على مسائل الشؤون الإنسانية وعلم البيئة والاقتصاد.
لا يعد علم البيئة علمًا بيولوجيًا فحسب، بل هو علمًا إنسانيًا أيضًا. أثر وتأثر هربرت سبنسر، عالم اجتماعي سبّاق وذو تأثير في تاريخ علم البيئة البشرية، بأعمال تشارلز داروين. صاغ سبنسر عبارة «البقاء للأصلح»، وكان أيضًا مؤسسًا سبّاقًا لعلم الاجتماع حيث طور فكرة المجتمع ككائنات حية، وخلق سابقة مبكرة للنهج الأيكولوجي-الاجتماعي الذي كان الهدف والصلة اللاحقة بين علم الاجتماع وعلم البيئة البشرية.
يمتلك تاريخ علم البيئة البشرية جذورًا قوية في أقسام كل من الجغرافيا وعلم الاجتماع تعود لأواخر القرن التاسع عشر. وفي هذا السياق، أُسس في كتاب جورج بيركنز مارش الذي نُشر في عام 1864 «الإنسان والطبيعة»، أو الجغرافيا الطبيعية كما عُدلت من خلال التحركات البشرية، تطورًا تاريخيًا عظيمًا أو معلمًا تاريخيًا حفّز على البحث في العلاقات البيئية القائمة بين البشر وبيئاتهم الحضرية.
اهتم مارش بالمشاركة الفعالة للتفاعلات الحاصلة بين البشر والطبيعة (وهي مقدمة مبكرة لعلم البيئة الحضرية أو بناء موطن البشر) في مرجعية متكررة إلى اقتصاد الطبيعة.
تعاون العالم الاجتماعي المؤثر في قسم شيكاغو لعلم الاجتماع ألبيون وودبيري سمول عام 1894 مع عالم الاجتماع جورج إدغار فينست ونشر «دليل مختبر» لدراسة الأشخاص في «وظائفهم اليومية». درّب هذا الدليل طلاب علم الاجتماع على طريقة دراسة المجتمع كالطريقة التي يدرس بها مؤرخ الطبيعة الطيور. «تضمنت نشراتهم بشكل واضح علاقة العالم الاجتماعي بالبيئة المادية».
يعود الفضل في أول استخدام للغة الإنكليزية لمصطلح «علم البيئة» إلى الكيميائية الأمريكية ومؤسسة مجال الاقتصاد المنزلي، إلين سوالو ريتشاردز، إذ قدمت ريتشاردز المصطلح «أويكولوجي» (علم العيش بشكل صحيح) لأول مرة في عام 1892، ثم طُور إلى مصطلح «علم البيئة البشرية».
ظهر مصطلح «علم البيئة البشرية» لأول مرة في عام 1907 في كتاب «إلين سوالو ريتشاردز» «الإِصحاح في الحياة اليومية»، حيث عُرف على أنه «دراسة البيئات المحيطة بالبشر والتأثيرات التي تنتجها هذه البيئات على حياة البشر». يُعتبر استخدام ريتشارد لهذا المصطلح اعترافًا بالإنسان كجزء غير منفصل عن الطبيعة.
يمتلك علم البيئة البشرية تاريخًا أكاديميًا مُمزّقًا، إذ توزعت التطورات الحاصلة في مجموعة من التخصصات، بما في ذلك: الاقتصاد المنزلي والجغرافيا وعلم الإنسان وعلم الاجتماع وعلم الحيوان وعلم النفس، علمًا أن بعض المؤلفين قد جادلوا بأن الجغرافيا هي علم البيئة البشرية.
يرتكز جزء كبير من النقاش التاريخي على وضع الإنسانية كجزء متصل أو منفصل عن الطبيعة. وفي ضوء المناقشة المتشعبة لما يشكل علم البيئة البشرية، سعى الباحثون الحديثين ذوي الاختصاصات المتداخلة إلى إنشاء مجال علمي موحد أطلقوا عليه اسم النظم البشرية والطبيعية المقترنة، والذي «يبني على العمل السابق ولكنه يصل إلى أماكن أبعد منه (على سبيل المثال، علم البيئة البشرية وعلم البيئة الإنسانية والجغرافيا البيئية).»
تشمل المجالات أو الفروع الأخرى ذات الصلة بالتطور التاريخي لعلم البيئة البشرية كفرع معرفي، على علم البيئة الثقافية وعلم البيئة الحضرية وعلم اجتماع البيئة وعلم البيئة الإنسانية. على الرغم من انتشار مصطلح «علم البيئة البشرية» في عشرينيات وثلاثينيات القرن العشرين، فقد أُجريت دراسات في هذا المجال منذ أوائل القرن التاسع عشر في إنجلترا وفرنسا.
تردد علماء البيئة البيولوجيين بشكل تقليدي إلى دراسة علم البيئة البشرية، ولكنهم كانوا ينجذبون بدلًا من ذلك إلى جاذبية الطبيعة البرية. يمتلك علم البيئة البشرية أيضًا تاريخًا في تركيز الانتباه على تأثير البشر على العالم الحيوي.
يُعتبر باول سيرز من أوائل المؤيدين لتطبيق علم البيئة البشرية، ومعالجة الموضوعات التي تسلط الضوء على الانفجار السكاني للبشرية وحدود الموارد العالمية والتلوث، بل ونشر أيضًا وصفًا شاملًا عن البيئة البشرية كنظام عام في عام 1954.
رأى باول «الانفجار» الهائل للمشاكل التي يسببها البشر للبيئة، بل وذكّر أن «المهم هو العمل الذي يتعين إنجازه بدلًا من تسميته». «عندما نتعلم نحن كحرفيين تشخيص المشهد الكلي، ليس فقط كأساس ثقافتنا، ولكن كتعبير عنه، ولمشاركة معرفتنا الخاصة على أوسع نطاق ممكن، فنحن لسنا بحاجة إلى الخوف من أن يُتجاهل عملنا أو لا تُقدر جهودنا.»
أضافت الجمعية البيئية الأمريكية في الآونة الأخيرة قسمًا عن علم البيئة البشرية، يشير إلى الانفتاح المتزايد لعلماء البيئة البيولوجية، وذلك في سبيل التعامل مع النظم التي يسيطر على ها الإنسان والاعتراف بأن معظم النظم البيئية المُعاصرة قد تأثرت بالأفعال البشرية.

## نظرة عامة
عُرف علم البيئة البشرية كنوع من التحليلات المطبقة على العلاقات بين البشر والتي طُبقت تقليديًا على النباتات والحيوانات في البيئة. ولتحقيق هذا الهدف، يدمج علماء البيئة البشرية (والذي من الممكن أن يشملوا علماء الاجتماع) وجهات نظر متنوعة من مجموعة واسعة من التخصصات التي تغطي «وجهات نظر أشمل».
قدم محرري علم البيئة البشرية في الطبعة الأولى لعام 1972 في المجلة متعددة التخصصات: بيانًا تمهيديًا عن نطاق الموضوعات في علم البيئة البشرية، إذ يوفر بيانهم نظرة عامة وواسعة عن الطبيعة متداخلة التخصصات للموضوع.

## وصلات خارجية
- جمعية علم البيئة البشرية
- مركز علم البيئة البشرية
- مجلس الكومنولث لعلم البيئة البشرية
- الجمعية الألمانية لعلم البيئة البشرية
- صحيفة علم البيئة البشرية
- مراجعة علم البيئة البشرية
- علم البيئة على مشروع الدليل المفتوح